# Restipass
Der Restipass ist der Übergang von Leukerbad ins Lötschental. Auf der Passhöhe von 2626 m ü. M. verläuft die Grenze zwischen den Gemeinden Leuk und Ferden.